# 輝く祖国
「輝く祖国」（かがやくそこく、朝鮮語: 빛나는 조국）は、朝鮮民主主義人民共和国（北朝鮮）の楽曲。同国国歌である「愛国歌」と並んだ「第二国歌」として、同国で親しまれている。現在では同国の電子楽団、牡丹峰楽団が主に歌唱・演奏している。

## 概要
作詞は朴世永、作曲は李冕相（리면상）による。
第二次世界大戦の日本敗戦後、日本による統治から解放され米ソ両国により朝鮮半島が南北で分断を深めていた1946年頃、金日成による談話「愛国歌と人民軍行進曲を創作することについて」で、早くに国歌創作の必要性かつ重要性について言及された。そのような流れを受けて「愛国歌」と共に発表されたのが、当楽曲である。
その後「愛国歌」を1948年9月9日に成立した朝鮮民主主義人民共和国の国歌とすることに決定したため、当楽曲は現在の第二国歌としての位置付けになった。
2019年現在は朝鮮中央テレビの放送終了時にインストルメンタル版が流されている。